# Pleurothallis oxapampae
Pleurothallis oxapampae är en orkidéart som beskrevs av Carlyle August Luer. Pleurothallis oxapampae ingår i släktet Pleurothallis och familjen orkidéer. Inga underarter finns listade i Catalogue of Life.